# Anna Hartelt
Anna Hartelt (* 17. Februar 1988 in Grainau) ist eine ehemalige deutsche Curlerin.

## Karriere
Im Winter 2001/02 kam sie zum Curling und spielte im Team Schöpp auf der Position des Second beim SC Riessersee, der deutschen Curling-Nationalmannschaft.
Bei Curling-Weltmeisterschaften spielte Hartelt 3 Mal. Die beste Platzierung war der 4. Platz 2006 in Grande Prairie.

## Erfolge
- Deutsche Meisterin 2003–2008
- Gold 2003 Deutsche Meisterschaft U16
- 2. Platz 2004 Deutsche Meisterschaft Juniorinnen

## Auszeichnungen
Im Jahr 2003 wurde Hartelt zur fairsten Spielerin unter den Junioren gewählt.

## Sonstiges
Hartelt ließ sich 2008 für den "Women of Curling Calendar" fotografieren.

## Ehemalige Teammitglieder
- Andrea Schöpp (Skip)
- Monika Wagner (Third)
- Marie-Therese Rotter (Lead)
- Mélanie Robillard (Alternate)